# Jean-Marc Perret
Jean-Marc Perret (* 10. April 1975 in England) ist ein britischer Schauspieler.

## Leben und Karriere
Bekanntheit erlangte er vor allem für seine Rolle als Prinz Kaspian in der Miniserie Die Chroniken von Narnia: Prinz Kaspian & Die Reise auf der Morgenröte. Ein Jahr später war er in Die Chroniken von Narnia: Der silberne Sessel zu sehen. Anschließend trat er 1993 in dem Fernsehfilm A Haunting Harmony auf. 2001 bekam er eine Rolle in dem Film Revelation. Darüber hinaus war er als Kampfchoreograf tätig, etwa für Disneys Film Cinderella.

## Filmografie
- 1989: Die Chroniken von Narnia: Prinz Kaspian & Die Reise auf der Morgenröte (Miniserie)
- 1999: Die Chroniken von Narnia: Der silberne Sessel (Miniserie)
- 1993: A Haunting Harmony
- 2001: Revelation